# 稲葉信義
稲葉 信義（いなば のぶよし、1947年または1948年 - ）は、日本の地方公務員。仙台市ガス事業管理者、同市副市長を歴任。瑞宝中綬章受章。

## 人物・経歴
1972年 (昭和47年) 仙台市役所採用、2003年 (平成15年) 同市民局長、同ガス事業管理者、2009年10月 仙台市副市長就任。2010年4月 東北大学教授が同市若林区に大津波が来る可能性を指摘したため、同区の住民約1万4000人が、盛土の上を走る仙台東部道路を避難場所に指定するよう求める署名を区役所などに提出。しかし同市は認めず、翌2011年3月の東日本大震災で同区は甚大な被害となった。同年9月 その経緯から稲葉は「地元の方から可能性を指摘されながら、被害想定を超える災害だったために多くの人命を失い、市として真摯に反省する」と謝罪した。2013年10月 副市長再任。2017年8月 仙台市長選挙で郡和子が当選。稲葉は郡の登庁初日に辞表を提出し、郡は慰留したが同月末で辞職した。

## その他役職
- ベガルタ仙台 取締役[7]
- 学校法人北杜学園 理事[8]

## 栄典
2021年11月 令和3年秋の叙勲で地方自治功労による瑞宝中綬章を受章。